# Paweł Deląg
Paweł Maciej Deląg, né le 29 avril 1970 à Cracovie (Pologne), est un acteur polonais.

## Filmographie

### Cinéma
- 1993 : La Liste de Schindler
- 1994 : Mort en eau peu profonde (Śmierć w płytkiej wodzie)
- 1994 : Halal sekely vizben (Death in Shallow Water, Tod im seichten Wasser)
- 1995 : Les Jeunes Loups (Młode wilki)
- 1996 : Chamanka d'Andrzej Żuławski
- 1996 : Sortez des rangs
- 1997 : Aime et fais ce que tu veux (Kochaj i rób co chcesz)
- 1997 : Marion du Faouët, chef de voleurs (Królowa złodziei)
- 1997 : Les Jeunes Loups 1/2 (Młode Wilki 1/2)
- 1997 : Killer
- 1997 : La Face cachée de Vénus (Ciemna strona Wenus)
- 1998 : L'Or des déserteurs (Złoto dezerterów)
- 1999 : Les Policiers (Policjanci)
- 1999 : Les garçons ne pleurent pas (Chłopaki nie płaczą)
- 2000 : Fising season (Sezon na leszcza)
- 2001 : Karolcia
- 2001 : Quo vadis
- 2002 : Les Frères Kowalski
- 2002 : Hacker (Haker)
- 2003 : Faisons nous un petit-fils (Zróbmy sobie wnuka)
- 2016 : Viking d'Andreï Kravtchouk
- 2020 : Enemy Lines

### Télévision
- 1994 : Fitness Club, feuilleton télévisé
- 1998 : Siedlisko, feuilleton télévisé
- 1998-1999 : La vie comme le poker, feuilleton télévisé (Życie jak poker)
- 1999 : Tendresse et Mensonges, feuilleton télévisé (Czułość i kłamstwa)
- 1999 : Palce lizać, feuilleton télévisé
- 1999 : Rendez-vous avec le Diable
- 1999 : Tendresse et Mensonges, feuilleton télévisé (Czułość i kłamstwa)
- 1999 : Les Tigres de l'Europe, feuilleton télévisé (Tygrysy Europy)
- 2000 : Success (Sukces), feuilleton télévisé
- 2004 : Les femmes d'abord, de Peter Kassovitz
- 2007 : Nous nous sommes tant haïs, téléfilm français
- 2008 : Une femme à abattre (téléfilm)
- 2011 : Le Destin de Rome, série documentaire où il interprète Marc Antoine